# Toiletborstel

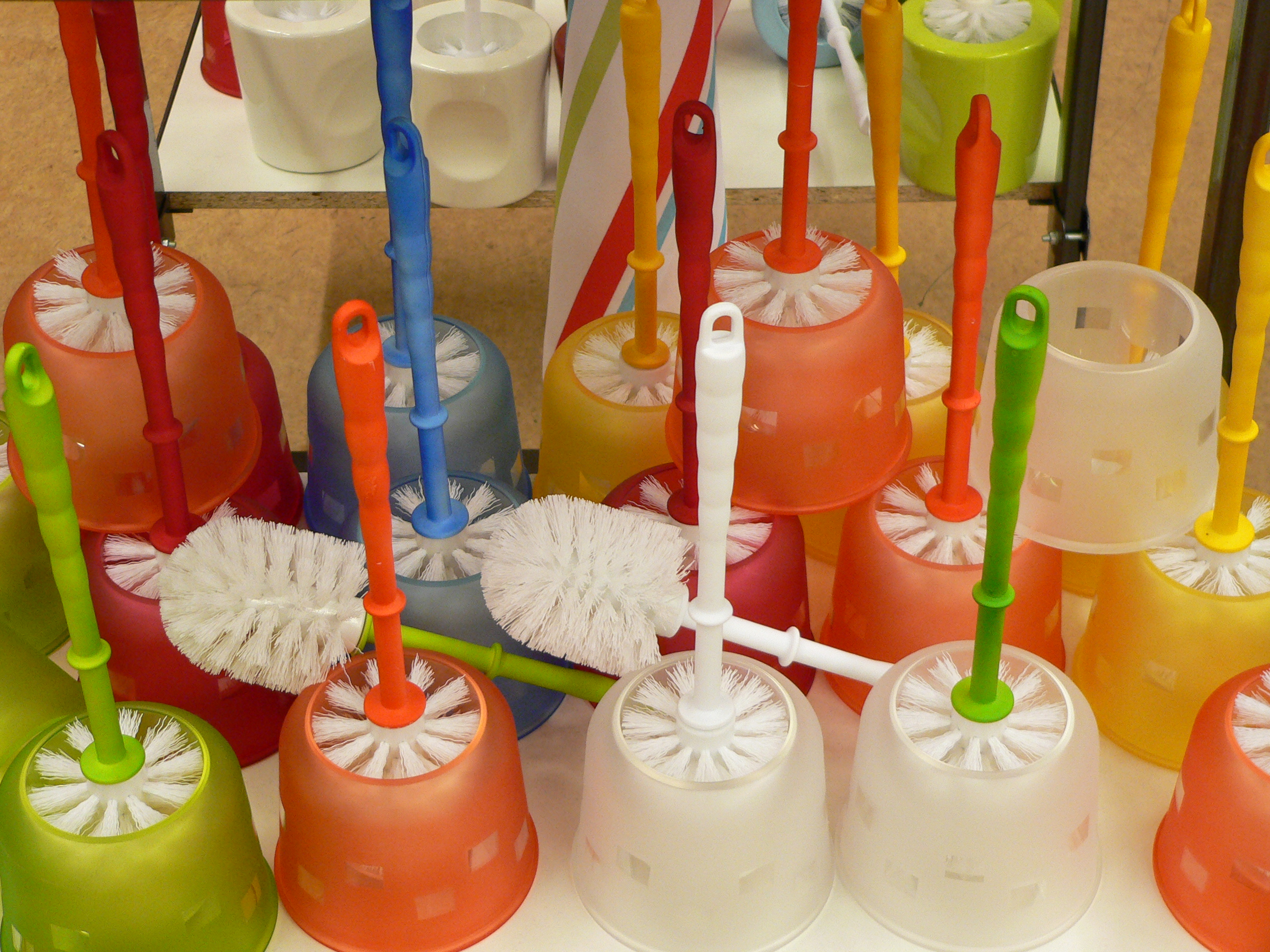
Toiletborstels met houder

Een toiletborstel, ook wc-borstel of closetborstel genoemd, is een borstel die wordt gebruikt om de binnenkant van een toiletpot te reinigen.
Een toiletborstel bestaat uit een steel met handgreep en een kop met een harde borstel. Soms is ook een kleine borstel aan de zijkant aanwezig om de onderzijde van de rand van de toiletpot te kunnen reinigen. Toiletborstels kunnen worden gebruikt voor de reguliere reiniging van toiletpotten, maar worden ook vaak gebruikt als na het doorspoelen van het toilet onverhoopt nog resten ontlasting zijn achtergebleven. Voor de reiniging van het waterslot zijn ze vaak niet goed te gebruiken daar ze niet ver genoeg in de zwanenhals kunnen reiken.
Er bestaan discussies over het gebruik van de toiletborstel, waarbij het handmatig (met toiletpapier) verwijderen van eventuele resten als alternatief wordt gezien voor het gebruik van de toiletborstel, maar dit stamt af van gebruiken uit de laat 17e eeuw, rond de tijd van de uitvinding van de wc. Inmiddels wordt dit door de meesten als onhygiënisch gezien.